# Kanton Talmont-Saint-Hilaire
Kanton Talmont-Saint-Hilaire (fr. Canton de Talmont-Saint-Hilaire) je francouzský kanton v departementu Vendée v regionu Pays de la Loire. Tvoří ho devět obcí.

## Obce kantonu
- Avrillé
- Le Bernard
- Grosbreuil
- Jard-sur-Mer
- Longeville-sur-Mer
- Poiroux
- Saint-Hilaire-la-Forêt
- Saint-Vincent-sur-Jard
- Talmont-Saint-Hilaire